# Петровский бульвар
Петровский бульвар — бульвар в Центральном административном округе города Москвы, в составе Бульварного кольца. Проходит от площади Петровские Ворота до Трубной площади.
Справа к бульвару примыкает Крапивенский, слева — 3-й Колобовский переулки. Нумерация домов ведётся от площади Петровские Ворота.

## Происхождение названия
Назван в 1820-х годах по улице Петровка и площади Петровские Ворота, от которых спускается к Трубной площади.

## История
Бульвар проложен в начале XIX века на месте снесённых в 1780-х годах стен Белого города. Тогда же между бульваром и Петровкой была построена гостиница. В пожар 1812 года многие дома и деревья на бульваре сгорели. В 1818 году бульвар был восстановлен. В 1880-х годах по бульвару проложили линию конки, в 1911 году заменённую трамваем. 
В начале 1941 года пустили троллейбус. В 1947 году бульвар ограждён красивой чугунной решёткой, а вход на него с Трубной площади украшен двумя гранитными постаментами с чугунными вазонами. В 1963 году с бульвара убрали трамвайную линию. В 1999—2000 годах снесли дом № 12 и несколько домов в конце бульвара (№ 23-31), вместо которых построили «новодел».

## Примечательные здания и сооружения
В торце бульвара:
- № 7/30 — Бывшая гостиница у Петровских ворот (1805 г., архитектор В. П. Стасов (?), 1840 г., 1874 г., архитектор М. К. Геппенер, 1900 г. архитектор А. Е. Вебер)

По нечётной стороне:
- № 5 — Городская усадьба (1846, достроена 1888, 1899), здесь в 1926—1927 годах композитор Р. М. Глиэр написал музыку к первому советскому балету «Красный мак». Здесь бывали в гостях и трудились: А. И. Хачатурян, С. С. Прокофьев, А. В. Мосолов, Б. Н. Лятошинский, Т. Н. Хренников, А. Я. Эшпай, Г. А. Струве, Е. Ф. Гнесина, Д. Я. Пантофель-Нечецкая, В. Г. Дулова, К. А. Эрдели, М. Л. Ростропович, М. И. Курилко и многие другие видные композиторы, музыканты, танцовщики, художники, литераторы.
- № 5, стр. 2 — Доходный дом Ренквист — Глиэр (1888, архитектор В. Ф. Жигардлович), ценный градоформирующий объект.
- № 17/1 — Доходный дом виноторговцев Депре (1902, архитектор Р. И. Клейн)[1], ныне — жилой дом. Здесь жил драматург Натан Зархи[2].
- № 19 — Городская усадьба цехового Алексея Стрельцова (начало XIX века, перестроена в 1891 году Р. И. Клейном)[1].
- № 25/1 — Доходный дом Э. И. Альбрехт (1899, архитектор В. В. Воейков)[1]

По чётной стороне:
- № 2 — Доходный дом Высоко-Петровского монастыря (1901, архитектор И. И. Бони)
- № 4 — Жилой дом кооператива «Жилище — трудящемуся» (1926)
- № 8 — Городская усадьба Р. Е. Татищева (1786)[3], позднее принадлежала его дочери Е. Р. Вяземской, в 1860-е гг. перестроена новыми владельцами — Катуарами (архитектор А. С. Каминский)[1].
- № 12, стр. 3 — Бизнес-центр «Петровское подворье». Семиэтаэное здание бизнес-центра, построенное в 1999 году с нарушением высотного регламента, исказило панораму Высокопетровского монастыря, открывавшуюся с Рождественского бульвара[4]
- № 14/29 — Гостиница и ресторан Люсьена Оливье «Эрмитаж» (нач. XIX в.; 1864 — перестройка; 1885—1886, архитектор М. Н. Чичагов; перестроено в начале XX в. архитектором И. И. Бони; пристройка осуществлена в 1911 году по проекту архитектора Ф. Н. Кольбе)[1]. В настоящее время в здании находится Московский театр «Школа современной пьесы». 3 ноября 2013 года в театре произошел пожар.
- Заповедник искусств на Петровском бульваре[5]

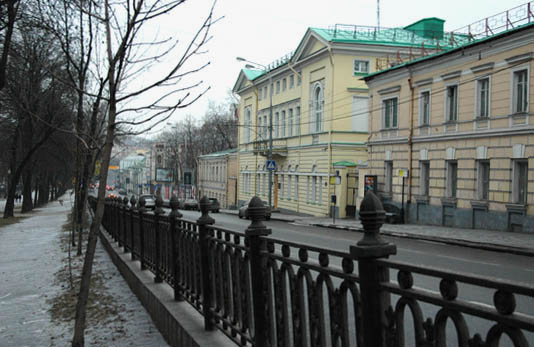
Внутренний проезд бульвара, дом № 8
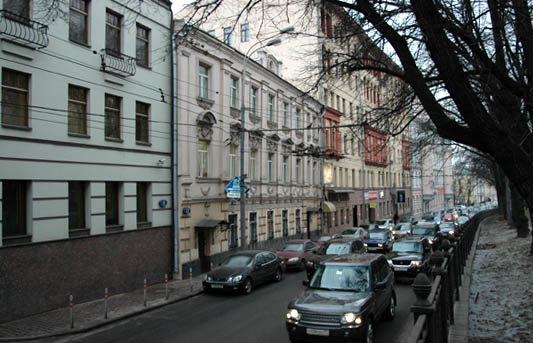
Внешний проезд бульвара, дома № 13—15

## Транспорт
В 350 м от начала бульвара находится станция метро «Чеховская», в конце бульвара  — станция метро «Трубная». По бульвару следует автобус м5.